# Лишение дворянства
Лишение дворянства — законодательно закреплённый институт лишения и ограничения прав состояния и привилегий дворян в Российской империи.
Сложился и окончательно оформился в уголовном законодательстве России в конце XVIII — первой половине XIX века. К концу XVIII века институт лишения прав состояния прошел длинный путь развития. По «Русской правде», предусматривало потерю правового статуса и конфискацию имущества. Соборное уложение (1649) устанавливало наказание «отнятие честь», а также «чинить торговую казнь, и впредь им у дел не быть». Последующие законы совершенствовали определение лишения чести. Во 2-й половине XVII века в различных актах нормативного и индивидуального характера упоминалось о лишении тех или иных привилегий — лишении чинов, запрещении продолжения и нового приема на службу, конфискации имений и т. д.
Лишение прав состояния широко использовалось для выполнения охранительной функции самодержавия и крепостничества в качестве уголовного наказания в политических процессах по делам декабристов, петрашевцев и деятелей национально-освободительного движения.
Впервые это наказание было применено к писателю-революционеру А. Н. Радищеву (1790). Екатерина II указом повелела отменить ему смертную казнь и, «отобрав у него чины, знаки ордена святого Владимира и дворянское достоинство, сослать в Сибирь в Илимский острог на десятилетнее безысходное пребывание, имение же, оставить в пользу детей его…»
Вступление России в 1-й этап освободительного движения, который В. И. Ленин называл дворянским (1825—1861), наложило отпечаток на особенности уголовной политики государства. Наряду с такими мерами изоляции революционеров от общества, как тюремное заключение, ссылка в Сибирь, одно из ведущих мест занимало лишение прежнего правового статуса, получившее в Своде законов Российской империи (1832) название «лишение прав состояния». Согласно законодательству Российской империи дворянин не мог быть лишён дворянства, как только за преступления.
Жалованная грамота статьёй № 6 определяла следующие преступления, лишающие основания дворянского достоинства:
1) нарушение клятвы;
2) государственная измена;
3) разбой;
4) воровство;
5) лживые проступки;
6) преступления, за которые по законам следовало лишение чести и телесные наказания;
7) если доказано будет, что других уговаривал преступления учинить.
Позднее под преступлениями, лишающих дворянское достоинство, понимались те преступления, за которые виновные приговаривались к лишению всех прав состояния или к потере всех особенных лично и по состоянию обвиненного присвоенных ему прав и преимуществ. Никто не мог быть лишен прав состояния или ограничен в этих правах иначе, как по суду за преступление. Лишение прав состояния не распространялось на жену осужденного и детей его, прижитых (рожденных или зачатых прежде этого осуждения), если они не участвовали в его преступлении. Они сохраняли права своего состояния даже и в том случае, когда добровольно последуют в ссылку за осужденным.
Права состояния могли приостанавливаться в их действии по душевным недугам (безумию, сумасшествию и безвестным отсутствием).
Безвестно отсутствующими считались лица, не записанные в подушной оклад, если, по отлучке их из мест проживания, не будет получено о месте пребывания их никаких сведений в течение десяти лет. С точки зрения правительства безвестно отсутствующими считались также лица, которые, отлучаясь за границу с узаконенными паспортами останутся там на жительство, без особенного на то разрешение, более пяти лет, что было сделано с князем Долгоруковым Пётром Владимировичем (1861).